# Free Software Foundation

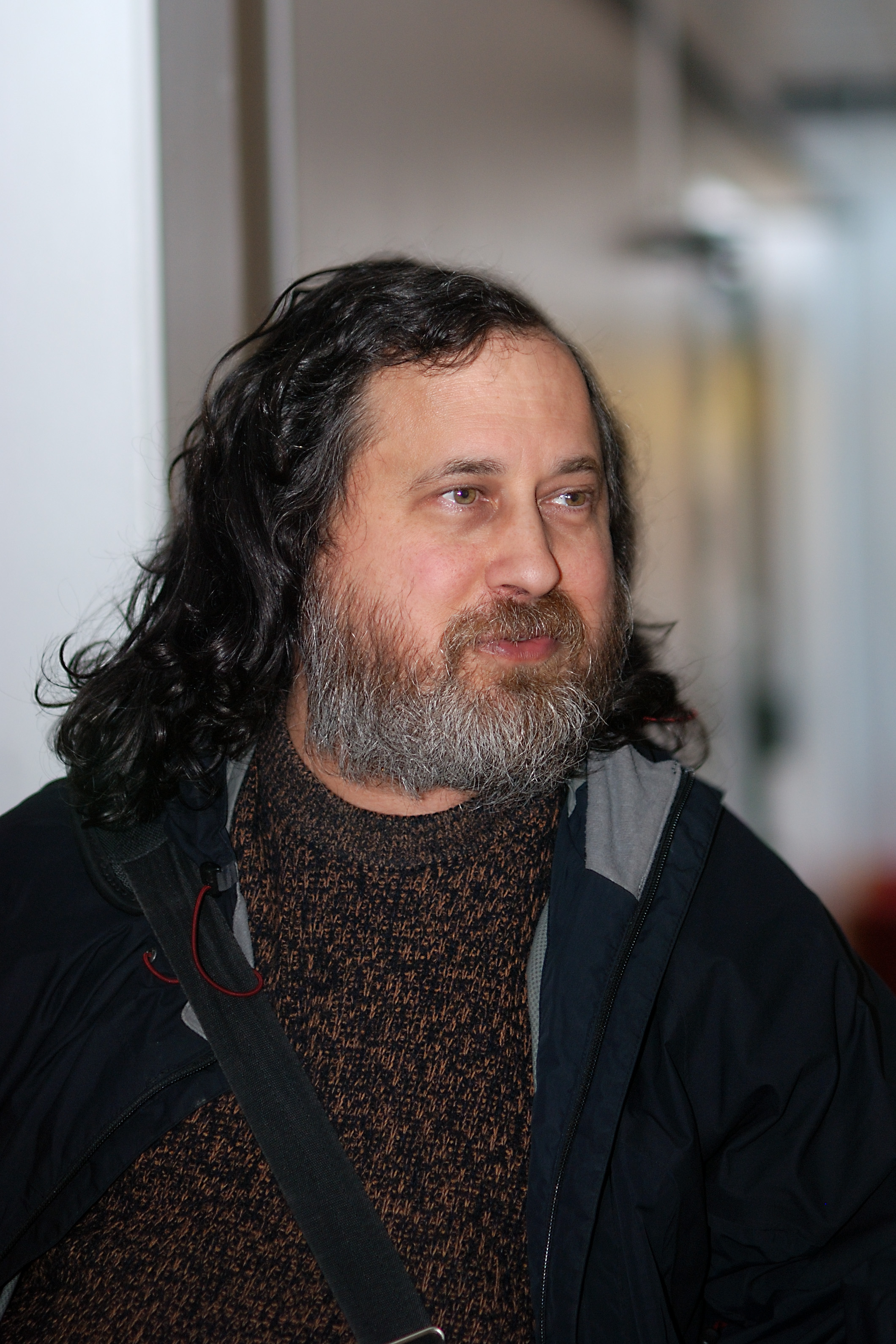
Il fondatore della FSF, Richard Stallman

La Free Software Foundation (FSF) è un'organizzazione non a scopo di lucro, fondata da Richard Stallman il 4 ottobre 1985, che si occupa di eliminare le restrizioni sulla copia, redistribuzione, comprensione e modifica dei programmi per computer.

## Storia
La Free Software Foundation è stata fondata il 4 ottobre 1985 da Richard Stallman, come organizzazione non-profit a sostegno dello sviluppo del software libero.
La FSF si concentra sugli aspetti legali e politici dei software liberi a supporto del Progetto GNU, avviato dallo stesso Stallman nel 1983. La FSF è inoltre lo “steward” di diversi software liberi, ovvero si occupa della loro pubblicazione e ha la possibilità di farne delle revisioni, qualora fosse necessario.
La FSF è intervenuta in difesa del software libero anche nella causa legale tra SCO e IBM, nella quale SCO Group accusava IBM di aver utilizzato per il sistema operativo GNU/Linux parti di codice di proprietà intellettuale di SCO. Con un comunicato del 25 giugno 2003, criticando duramente le dichiarazioni di SCO, la Free Software Foundation si è posta in difesa del software libero, invitando SCO a separare i disaccordi con IBM dalle proprie responsabilità nei confronti della comunità del software libero.
Il 5 novembre 2003 venne citata in giudizio anche la FSF che nei mesi seguenti si impegnò, oltre che nella difesa dalle accuse subite, anche nell'attenuare eventuali impatti negativi sul software libero che la causa poteva provocare. La causa, conclusasi nel marzo 2010 ha visto respinte tutte le richieste di SCO da parte della corte distrettuale dello stato dello Utah.
Il 19 novembre 2007 la Free Software Foundation ha pubblicato l'ultima versione ad oggi disponibile della licenza GPL: la GPLv3.

## Descrizione

### Scopo

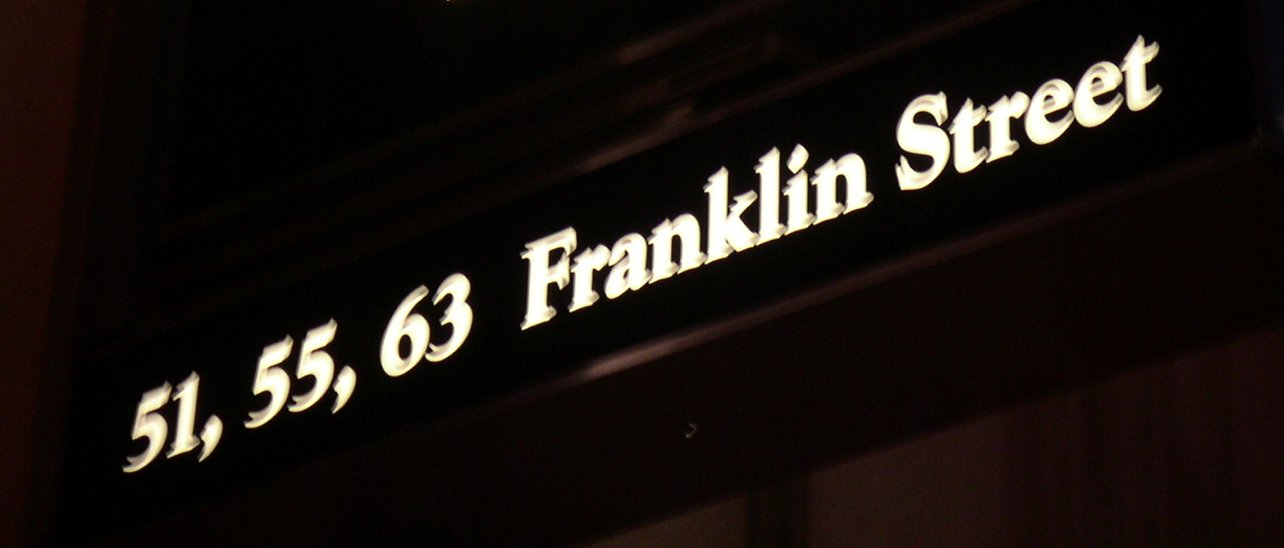
51 Franklin Street, indirizzo della sede a Boston

La FSF nacque per fornirne una chiara Definizione di Software Libero e per sponsorizzare lo sviluppo di GNU, un sistema operativo unix-like composto esclusivamente da software che non intacchi le libertà degli utenti. La tutela del progetto GNU da potenziali "contaminazioni" proprietarie è prevenuta da una licenza copyleft redatta dall'organizzazione, la GNU General Public License.

### Licenze GNU
La Free Software Foundation è l'autore della licenza GNU General Public License, comunemente indicata con l'acronimo GNU GPL o solamente GPL.
La GPL è una licenza ampiamente usata per progetti di software libero e può essere distribuita e copiata liberamente, ma non modificata. La FSF detiene il diritto d'autore della GPL, ma non dei software coperti da tale licenza. La FSF ha però l'autorità di far rispettare i requisiti della licenza, quando si verifica una violazione del copyright sul software che essa copre.
L'ultima versione della GNU General Public License è la GPLv3, pubblicata dalla FSF il 19 novembre 2007. La FSF ha pubblicato anche la GNU Lesser General Public License (LGPL), la GNU Free Documentation License (GFDL) e la GNU Affero General Public License (AGPL).

### Altre attività della FSF
Il progetto GNULo scopo originale della FSF è la promozione degli ideali del software libero e lo sviluppo di un sistema operativo completamente libero, chiamato Sistema GNU.
GNU Pressl'ufficio pubblicazioni della FSF, responsabile della "pubblicazione con licenze libere di libri di informatica a prezzi convenienti".
La Free Software DirectoryÈ una lista di pacchetti software certificati, ovvero che sono stati verificati essere software libero. Ogni pacchetto contiene 47 informazioni (homepage del progetto, sviluppatori, linguaggio di programmazione, ecc.). Gli obiettivi sono quelli di fornire un motore di ricerca per il software libero, e fornire un riferimento incrociato a disposizione degli utenti per verificare se un pacchetto è stato verificato come software libero. Per questo progetto la FSF ha ricevuto una piccola quantità di finanziamenti dall'UNESCO.
Il mantenimento della Free Software DefinitionFSF mantiene molti dei documenti che definiscono il movimento del software libero.
Hosting di progettiFSF ospita progetti di sviluppo software sul proprio sito web Savannah.
Campagne politicheFSF promuove una serie di campagne di sensibilizzazione contro quelli che considera come pericoli per la libertà del software. Le campagne della FSF tendono a mostrare le grandi opportunità che offrono l'adozione e lo sviluppo del software libero, e puntano ad aumentare la consapevolezza delle persone contro le minacce rivolte alle loro libertà, compresi i brevetti sul software, la gestione dei diritti digitali (che la FSF ha rinominato Digital Restrictions Management, per sottolineare che tali tecnologie hanno "lo scopo di togliere e limitare i tuoi diritti") e il copyright sulle interfaccia utente. Defective by Design è una campagna contro il Digital rights management(DRM). FSF promuove anche una campagna per sostenere Ogg + Vorbis, un'alternativa libera a formati proprietari come MP3 e AAC. BadVista è una campagna per opporsi all'adozione di Windows Vista e promuovere le alternative offerte dal software libero. Windows 7 sins è una campagna per opporsi all'adozione di Windows 7 e promuovere le alternative offerte dal software libero.
Premi annuali"Award for the Advancement of Free Software" (Premio per la promozione del Software Libero) e "Free Software Award for Projects of Social Benefit" "Premio software libero per progetti di utilità sociale".

### Progetti ad alta priorità
La FSF ha stilato una lista di "progetti ad alta priorità" sulla quale la Fondazione dichiara che "c'è bisogno vitale dell'attenzione della comunità del software libero". La FSF ritiene che questi progetti siano "importanti perché gli utenti vengono continuamente sedotti all'uso di software proprietario, a causa della mancanza di adeguate alternative libere".
La lista dei principali progetti da sviluppare comprende Coreboot, il BIOS libero, un programma libero di telefonia VOIP simile a Skype come ad esempio Ekiga o QuteCom, un programma libero simile a Google Earth, implementazioni libere di Java: GNU Classpath e GNU Compiler per Java, che assicurano la compatibilità per la componente Java di OpenOffice.org e del desktop environment GNOME e Gnash, il flash player libero.

#### Un sistema operativo libero per smartphone
Tra i progetti ad alta priorità c'è anche lo sviluppo di Replicant, una distribuzione Android completamente libera, supportata dal FSF attraverso il suo fondo "Working Together for Free Software Fund". È stato il primo sistema operativo mobile a funzionare senza codice di sistema proprietario.

### Distribuzioni libere GNU/Linux approvate
La Free Software Foundation raccomanda e sostiene alcune distribuzioni GNU/Linux completamente libere.

#### Distribuzioni GNU/Linux per PC
Le distribuzioni che seguono sono installabili sul disco rigido di un computer e/o possono essere eseguite in modalità "live":
- Dragora GNU/Linux-Libre;
- Dyne:bolic;
- gNewSense;
- Guix System;
- Hyperbola GNU/Linux-libre;
- Parabola GNU/Linux-libre;
- PureOS;
- Trisquel;
- Ututo S;

#### Piccole distribuzioni GNU/Linux
Queste distribuzioni sono destinate a dispositivi con risorse limitate, come ad esempio un router wireless.
- libreCMC;
- ProteanOS;

## Critiche
Il 2 maggio 2010, Ed Bott, autore di 25 libri su Microsoft Windows e Office, ha accusato la FSF di creare deliberatamente disinformazione nella loro campagna PlayOgg. In particolare Ed Bott faceva riferimento a ciò che la FSF aveva scritto sulla causa tra Microsoft e Alcatel-Lucent, riguardo al brevetto del formato MP3, ovvero che Microsoft era stata condannata a pagare 1,5 miliardi di dollari per aver violato il brevetto. Bott sosteneva che fosse una falsità in quanto il verdetto era stato annullato. In realtà il testo redatto dalla FSF in occasione della campagna PlayOgg era stato scritto prima dell'annullamento del verdetto.
Linus Torvalds ha criticato la FSF per aver utilizzato la GPLv3 come arma nella lotta contro il DRM, sostenendo che le due questioni vadano trattate distintamente.
Il 16 giugno 2010, il giornalista di Linux Magazine, Joe Brokmeier ha criticato alcune campagne della FSF, come ad esempio Defective by Design, etichettandole come “negative” e “immature” e accusando la FSF di non essere in grado di fornire agli utenti “alternative credibili” ai software proprietari.